# حبيل مقطار (حبيل جبر)

تعديل مصدري - تعديل

حبيل مقطار هي إحدى قرى عزلة حبيل جبر بمديرية حبيل جبر التابعة لمحافظة لحج، بلغ تعداد سكانها 29 نسمة حسب تعداد اليمن لعام 2004.